# St. Martin (Niederlauch)

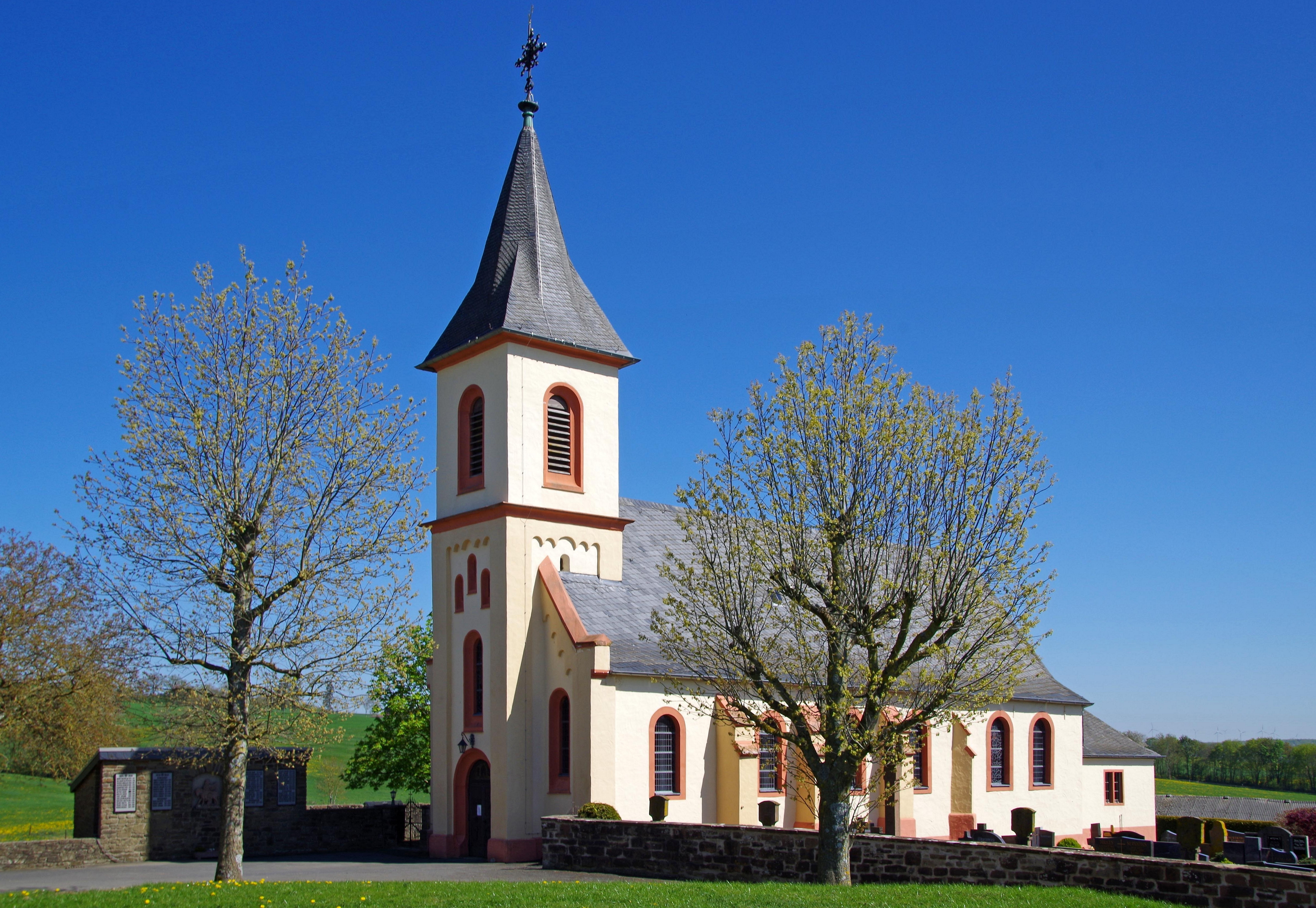
Die Kirche St. Martin in Niederlauch

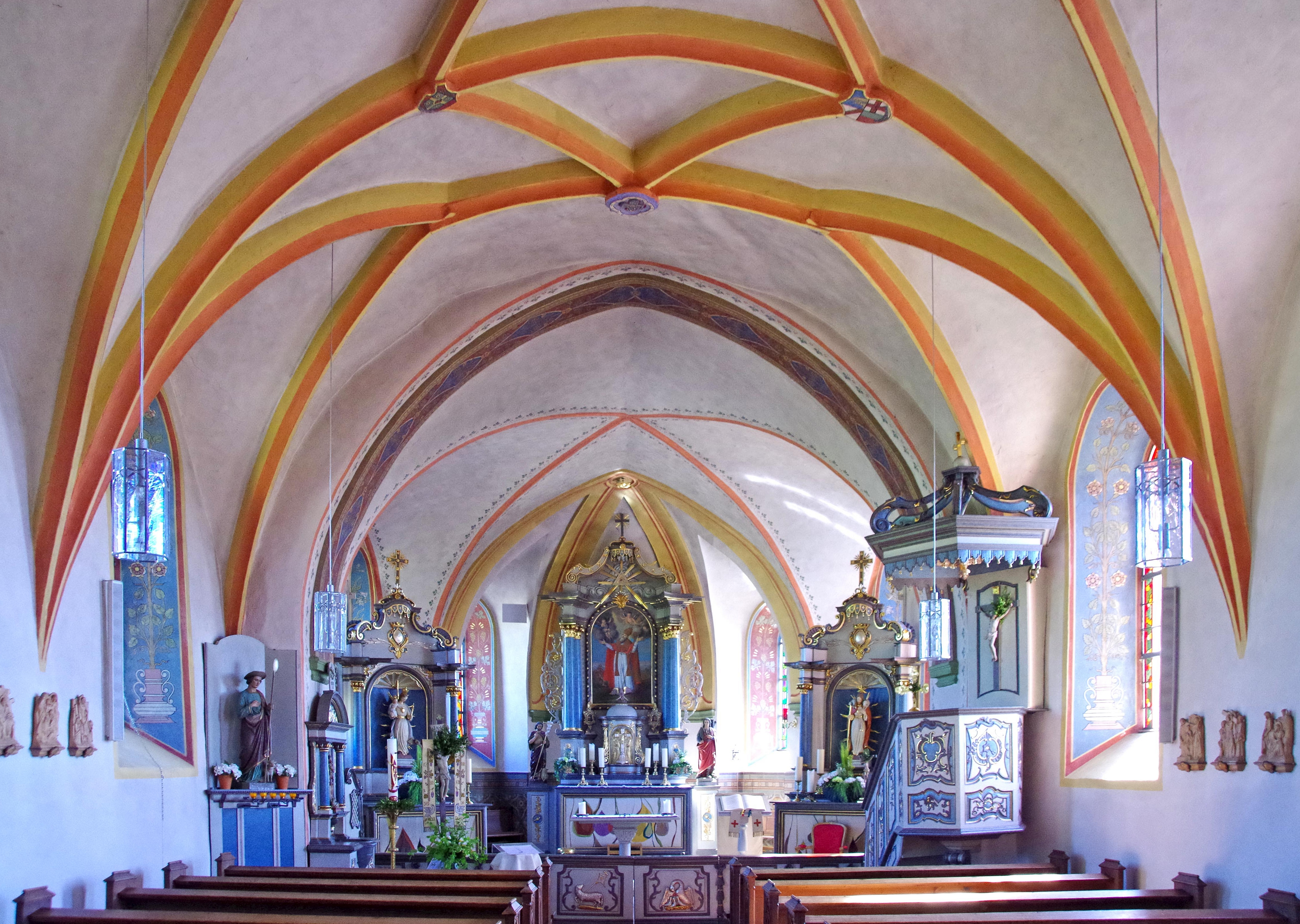
Inneres, Langhaus Richtung Chor

Die Kirche St. Martin ist die römisch-katholische Pfarrkirche von Niederlauch im Eifelkreis Bitburg-Prüm in Rheinland-Pfalz. Die Pfarrei gehört in der Pfarreiengemeinschaft Schönecken-Waxweiler zum Dekanat St. Willibrord Westeifel im Bistum Trier.

## Geschichte
Eine Kirche stand in Niederlauch nachweislich bereits 1161. Der heutige Bau (um 1500 als spätgotischer Saalbau entstanden) ist 1778 als in gutem Zustand bezeugt. In dieser Zeit bekam er seine vollständig erhaltene barocke Innenausstattung.

## Ausstattung
Die Kirche verfügt über drei barocke Säulenaltäre. Kommunionbank und Kanzel haben Rokokowerk.